# Silene kungessana
Silene kungessana là loài thực vật có hoa thuộc họ Cẩm chướng. Loài này được B. Fedtsch. miêu tả khoa học đầu tiên năm 1908.